# Coconut Tree
Coconut Tree – singel Mohombiego promujący album MoveMeant, wydany 15 kwietnia 2011 nakładem wytwórni Island Records oraz AZ. Gościnny udział w nagraniu singla wzięła amerykańska piosenkarka Nicole Scherzinger. Producentem singla był RedOne, któremu w napisaniu i skomponowaniu utworu pomagali AJ Junior, Bilal Hajji, BeatGeek, Jimmy Joker oraz sam wokalista. Za miksowanie utworu odpowiadał Robert Orton. 
Singel uzyskał status platynowej płyty w Szwecji.
Utwór uplasował się na 60. miejscu najpopularniejszych singli roku 2011 we flamandzkim regionie Belgii oraz 28. pozycji w tożsamym zestawieniu w Szwecji.

## Geneza wydania utworu
W jednym z wywiadów na początku maja 2011, Mohombi na temat powstania singla i współpracy z Nicole Scherzinger powiedział: 

Zeszłego lata byliśmy w Cannes, aby wyprodukować utwory dla Nicole. Po dwóch tygodniach pracy przyszła do mnie i zawołała: „Ale ty jesteś artystą, który właśnie podpisał kontrakt z RedOne”! Była zaskoczona, że nie przedstawiłem się jako taki. Pokornie odpowiedziałem, że pracujemy nad jej nagraniami i że nie muszę opowiadać o sobie. Chciała jednak posłuchać kilku piosenek z mojego albumu. Bardzo szybko się do nich przekonała i zapytała, czy nie chciałbym z nią czegoś wspólnie zaśpiewać. Była bardzo skromna, nie nalegała, ponieważ uznała, że to moja płyta. Od razu zabraliśmy się do pisania. O trzeciej nad ranem stworzyliśmy wykonywany w duecie utwór „Coconut Tree”.

## Teledysk
31 maja 2011 opublikowano w serwisie YouTube teledysk do utworu, za reżyserię którego odpowiadał Director X.

## Lista utworów
- Digital download[1]

1. „Coconut Tree” – 3:38

## Notowania
Singel dotarł do 9. miejsca w norweskim zestawieniu VG-lista, 8. miejsca na szwedzkiej liście przebojów Sverigetopplistan, 75. pozycji francuskiego zestawienia Top Singles & Titres, 11. miejsca na hiszpańskiej liście singli publikowanej przez Productores de Música de España, 13. pozycji na flamandzkiej liście Ultratop 50 Singles oraz 2. pozycji na walońskiej Ultratop 50 Singles w Belgii, a także 80. miejsca kanadyjskiego zestawienia Billboard Canadian Hot 100.
| Kraj      | Notowanie (2011)                | Najwyższa pozycja |
| --------- | ------------------------------- | ----------------- |
| Norwegia  | VG-lista                        | 9                 |
| Szwecja   | Sverigetopplistan               | 8                 |
| Francja   | Top Singles & Titres            | 75                |
| Belgia    | Ultratop 50 Singles (Flandria)  | 13                |
| Belgia    | Ultratop 50 Singles (Walonia)   | 2                 |
| Hiszpania | Productores de Música de España | 11                |
| Kanada    | Billboard Canadian Hot 100      | 80                |